# Инцидент с Сигачёвым
Инцидент с Сигачёвым (яп. シガチョフ事件) — попытка предпринять в Японии российским гражданином Дмитрием Сигачёвым бомбовые террористические акты с последующим выдвижением требований освободить лидера секты Аум синрикё Сёко Асахару и его ученика Томомицу Ниими, одного из исполнителей зариновой атаки в токийском метро.
После ареста Асахары, Сигачёв решил, что без духовного руководства гуру, без его идей человечество вскоре погибнет. Эта навязчивая мысль позже выродилась в идею освободить Асахару, которой он во всех деталях поделился в Интернете, найдя двух единомышленников — Бориса Тупейко и Александра Шевченко — решивших освободить Асахару и вывезти его в Россию.
Для этого ему потребовались деньги и оружие. Им удалось одолжить $12 тысяч у знакомых, а также раздобыть 2 пистолета ТТ-33 и автомат АКС-47, которые они опробовали в деле за городской чертой.
Бывший блестящим электроинженером Шевченко смастерил весьма сложные электрические ОШ с дистанционным подрывом по сигналу с сотового, позволявшие подорвать бомбы откуда угодно.
Покупка оружия оставила их на мели, поэтому Сигачёв по Интернету связался с учениками секты в Японии. От Исии Синъитиро, руководителя Кирэн, с которым он встретился в Вене, получил $30 тысяч и вернулся в Москву, позже получив ещё $90 тысяч.
Для подготовки к операции Сигачёв выбрал Владивосток как базу, удобную своей близостью к Японии. Там он арендовал 2 квартиры. Но бомбодел Шевченко вышел из заговора и оставил после себя детонаторы, которыми кроме него пользоваться не мог никто, поэтому Сигачёв заказал сборку устройств, которые смогли бы сгенерировать электрический импульс через Интернет, но было быстро заподозрено, что планируется теракт, о котором сообщили приморской милиции.
Сотрудники быстро установили адреса 2 арендуемых квартир, но при обысках в них не было найдено ничего необычного, а у Сигачёва имелись все необходимые документы. После них Сигачёв переехал в другую квартиру, забрав всё оружие. В то же время ФСБ, несмотря на безуспешность милиции в поиске улик, идентифицировала членов группы и их намерения и контакты.
Сигачёв же продолжил планирование терактов, связавшись ещё с 2 членами секты из Владивостока, Вороновым и Юрчуком, занимавшимися продажей автомобильных шин.
С февраля по март группа успела сменить квартиры: сам Сигачёв переехал в квартиру на улице Уборевича, а другие — в квартиру на улице Тухачевского. Затем они арендовали у гаражного кооператива склад для хранения заказанного оружия.
2 марта 2000 Сигачёв въехал в Японию по туристической визе для предварительного изучения местности для выбора целей терактов. В городах Аомори и Ниигата он выбрал густонаселённые районы и наиболее посещаемые места отдыха, а также места для установки бомб, засняв их все на камеру. Вернувшись в регион побережья, он получил лицензию на управление малым катером, на котором он с Тупейко планировал вывезти Асахару.
Тупейко, используя запчасти китайских будильников, мастерил 7 детонаторов, но по ошибке активировал один из них во время сборки, подорвав его, после чего его привезли в больницу. Прибывшего сотрудника полиции он провёл, придумав историю. После инцидента оружие и бомбы развезли на хранение по разным местам. По плану Сигачёв и Тупейко должны были пересечь границу самолётом, а Воронов с паспортом моряка — на судне. 13 июня бомбы с оружием перевезли в квартиру и запаковали.
22 июня Сигачёв приземлился в аэропорту Ниигаты. Лидер «Алеф» Дзёю Фумихиро, получив информацию о готовящихся терактах от других русских членов секты, связался с Токийским иммиграционным бюро и попросил запретить въезд Сигачёву, но въезд разрешили. Тогда он связался с Бюро общественной безопасности токийской полиции, чтобы то провело проверку, а также попытался связаться с дочерью Асахары Рикой Мацумото с предложением ей попытаться уговорить Сигачёва отказаться от терактов. Сигачёв тем временем переехал в Фукуоку, откуда намеревался направиться на Окинаву, где в этот момент собирался проводиться 26-й саммит G8, но благодаря беседе с полицейскими полиции Токио и Фукуоки решил, что привести план в исполнение ему не удастся, раз те знают о замысле, и вернулся домой 25 июня.
Несмотря на сдержанную реакцию японской стороны, нежелавшей раздувать дело, 28 июня Сигачёв добровольно явился с повинной в приморское управление ФСБ. 4 июля он с Тупейко и Вороновым (Юрчук сбежал, но был арестован год спустя, 13 июля 2001) были арестованы. 23 января 2001 приморский окружной суд вынес им приговор (начало отбытия срока было с 1 июля): Сигачёву — 8 лет, Тупейко — 6 с половиной лет, Воронову — 4 с половиной года, Шевченко — 3 года, Юрчук — принудительное психиатрическое лечение (он был признан общественно опасным, успев совершить другое несвязанное дело с убийством).